# Сегре, Беньямино
Беньями́но Се́гре (итал. Beniamino Segre, 1903—1977) — итальянский математик. Внёс крупный вклад в алгебраическую геометрию, занимался также многими другими разделами математики и механики. Один из создателей конечной геометрии.

## Биография
Родился в Турине в еврейской семье. Окончил Туринский университет (1923), среди преподавателей были Джузеппе Пеано, Гвидо Фубини, Джино Фано и двоюродный дядя юноши (со стороны матери) Коррадо Сегре. В том же 1923 году Беньямино Сегре защитил диссертацию и начал преподавать в Туринском университете. В период 1926—1927 годов — стипендиат рокфеллеровского фонда в Париже у Эли Картана. В 1927 году перешёл в Римский университет, где к тому времени уже образовалась авторитетная школа алгебраической геометрии (Франческо Севери, Федериго Энриквес, Гвидо Кастельнуово и другие).
В 1931 году Сегре стал профессором Болонского университета, к этому времени у 28-летнего учёного было опубликовано более 40 статей по самым разным проблемам математики и механики. В 1932 году Сегре женился на Фернанде Коэн (Fernanda Coen). У них родились трое детей, из них выжили двое старших.
В 1938 году, когда Муссолини начал кампанию притеснения евреев и запретил им преподавательскую деятельность, Сегре был изгнан из университета и вместе с женой и тремя маленькими детьми эмигрировал в Великобританию. С началом войны (1939) Сегре был интернирован по закону военного времени как «враждебный иностранец», и встал вопрос о его высылке в Канаду, но в конце концов он был освобождён. Благодаря рекомендации Луиса Морделла Сегре преподавал до конца войны в ряде высших учебных заведений Манчестера (1942), а также Лондона и Кембриджа. В 1946 году вернулся на родину и снова стал профессором Болонского университета. В период 1950—1973 он профессор Римского университета, далее ушёл в отставку по возрасту. В 1976 года внезапно умерла жена, что стало тяжёлым ударом для Сегре. Он умер в следующем году.
Сегре активно выступал в защиту учёных, преследуемых по политическим мотивам; в частности, он поддержал Хосе Луиса Массеру (Уругвай) и Игоря Шафаревича (СССР).
Сегре был приглашённым докладчиком на Международном конгрессе математиков (1954 год, Амстердам), его доклад назывался «Геометрия на алгебраических многообразиях». Он выступал также на Конгрессах 1950 и 1958 годов.

## Научная деятельность
Диапазон научных достижений Сегре отличается энциклопедической широтой. Тематика его исследований: алгебраическая геометрия, дифференциальная геометрия, проективная геометрия, общая алгебра, топология, математический анализ, диофантовы уравнения, теория плоских кривых, комбинаторика, а также кинематика, гидродинамика, оптика. Ряд работ был посвящён истории науки. Разработал математическую теорию образования антициклонов (1923).
Среди его основных вкладов в алгебраическую геометрию — исследования бирациональных инвариантов алгебраических многообразий, сингулярностей и алгебраических поверхностей. Сегре изучал канонические подмножества над алгебраическими многообразиями. Указал на связи между проективной дифференциальной геометрией и теорией уравнений с частными производными. Исследовал геометрию в комплексном поле. Изучал целые кремоновские преобразования, алгебраические уравнения в специальных полях.
Сегре был пионером исследований в конечной геометрии (в том числе и в проективной геометрии), основанной на векторных пространствах над конечным полем. В известной работе (Segre 1955) он доказал следующую теорему: в дезарговой плоскости нечётного порядка овалы — это в точности неприводимые коники. В 1959 году он опубликовал обзор геометрии Галуа.
Некоторые другие достижения Сегре:
- Вложение Сегре[7].
- Критерий минимальности Сегре[8].
- Многообразие Сегре[7].
- Теорема о теннисном мячике.

## Признание и память
Член Национальной академии деи Линчеи, её вице-президент (1965—1967), президент Академии в период 1968—1973 и с 1976 до своей кончины в 1977 году. Иностранный член многочисленных зарубежных академий, почётный доктор трёх зарубежных университетов. Редактор нескольких математических журналов. Был президентом ассоциации «Италия — СССР». Создатель и руководитель Итальянского академического центра по координации математических наук (Centro Linceo Interdisciplinare di Scienze Matematiche e loro Applicazioni"); с 1986 года этот центр носит его имя. Лауреат медали «За вклад в развитие культуры и искусства», ордена «За заслуги перед Итальянской Республикой», ордена Почётного легиона и ряда других отличий.

## Основные труды
См. полный список:
- The Editorial Board (1985-1986), Publications of Beniamino Segre (PDF), Acta Arithmetica (англ.), XLV (1): 5–18{{citation}}:  Википедия:Обслуживание CS1 (формат даты) (ссылка).

Статьи
- Segre, Beniamino (1942), The non-singular cubic surfaces, Oxford: Clarendon Press, pp. XI+180, JFM 68.0358.01, MR 0008171, Zbl 0061.36701[10].
- Segre, Beniamino (1945), Arithmetic upon an algebraic surface, Bulletin of the American Mathematical Society, 51 (2): 152–161, doi:10.1090/s0002-9904-1945-08300-1, MR 0011565, Zbl 0061.07105
- Segre, Beniamino (1948), Lezioni di geometria moderna. Vol. 1. Fondamenti di geometria sopra un corpo qualsiasi [Lectures on modern geometry. Vol. 1. Foundations of geometry over any division ring] (итал.), Bologna: Zanichelli, pp. IV+195, MR 0030204, Zbl 0030.41005.[11]
  - Второй том никогда не был опубликован, но было дополненное английское издание: Segre, Beniamino (1961) [1948], Lectures on modern geometry, Monografie Matematiche del Consiglio Nazionale delle Ricerche, vol. 7, With an appendix by Lucio Lombardo–Radice (2nd ed.), Roma: Edizioni Cremonese, pp. XV+479, MR 0131192, Zbl 0095.14802.[12]
- Segre, Beniamino (1951), Forme differenziali e loro integrali. Volume primo. Calcolo algebrico esterno e proprietà differenziali locali [Differential forms and their integrals. Volume one. Algebraic exterior calculus and local differential properties], Istituto Nazionale di Alta Matematica (итал.), Roma: Docet edizioni universitarie, p. 520, MR 0049646, Zbl 0045.19702.[13]
- Segre, Beniamino (1951b), Arithmetical Questions on Algebraic Varieties, London: The Athlone Press, pp. V+55, MR 0043498, Zbl 0042.15204.[14]
- Segre, Beniamino (1955), Ovals in a finite projective plane, Canadian Journal of Mathematics, 7: 414–416, doi:10.4153/CJM-1955-045-x, ISSN 0008-414X, MR 0071034
- Segre, Beniamino (1956), Forme differenziali e loro integrali. Volume secondo. Omologia, coomologia, corrispondenze ed integrali sulle varietà [Differential forms and their integrals. Volume two. Homology, cohomology, mappings and integrals on manifolds], Istituto Nazionale di Alta Matematica (итал.), Roma: Docet edizioni universitarie, p. 422, MR 0087989, Zbl 0073.07803.[15][16]
- Segre, Beniamino (1957), Some Properties of Differentiable Varieties and Transformations: With Special Reference to the Analytic and Algebraic Cases, Ergebnisse der Mathematik und ihrer Grenzgebiete. Neue Folge, vol. Heft 13, Berlin–Heidelberg–New York: Springer-Verlag, pp. VIII+183, doi:10.1007/978-3-642-52764-7, ISBN 978-3-642-52766-1, Zbl 0081.37404 (also available with ISBN 978-3-642-52764-7 (ebook)).[17]
- Segre, Beniamino (1971) [1955], Some Properties of Differentiable Varieties and Transformations: With Special Reference to the Analytic and Algebraic Cases, Ergebnisse der Mathematik und ihrer Grenzgebiete. Neue Folge, vol. Heft 13, With an additional part written in collaboration with J. W. P. Hirschfeld (2nd ed.), Berlin–Heidelberg–New York: Springer-Verlag, pp. IX+195, doi:10.1007/978-3-642-65006-2, ISBN 3-540-05085-X, MR 0278222 (also available with ISBN 0-387-05085-X, ISBN 978-3-642-65008-6 (softcover reprint) and ISBN 978-3-642-65006-2 (ebook)).
- Segre, Beniamino (1972), Prodromi di geometria algebrica [Principles of algebraic geometry] (итал.), con un'appendice di U. Bartocci e M. Lorenzani, Roma: Edizioni Cremonese, pp. VI+412, ISBN 88-7083-426-3, Zbl 0281.14001

Посмертно изданный трёхтомный сборник трудов
- Segre, Beniamino (1987), Opere scelte. Volume I [Selected works. Volume I], Opere dei Grandi Matematici Italiani (нем.), Roma: Edizioni Cremonese, pp. LI+420, Zbl 1098.01521.
- Segre, Beniamino (1999), Opere scelte. Volume II [Selected works. Volume II], Opere dei Grandi Matematici Italiani (нем.), Roma: Edizioni Cremonese, pp. XXII+460, Zbl 1098.01520
- Segre, Beniamino (2000), Opere scelte. Volume III [Selected works. Volume III], Opere dei Grandi Matematici Italiani (нем.), Roma: Edizioni Cremonese, pp. VIII+456, Zbl 1098.01522.